# Informations non structurées

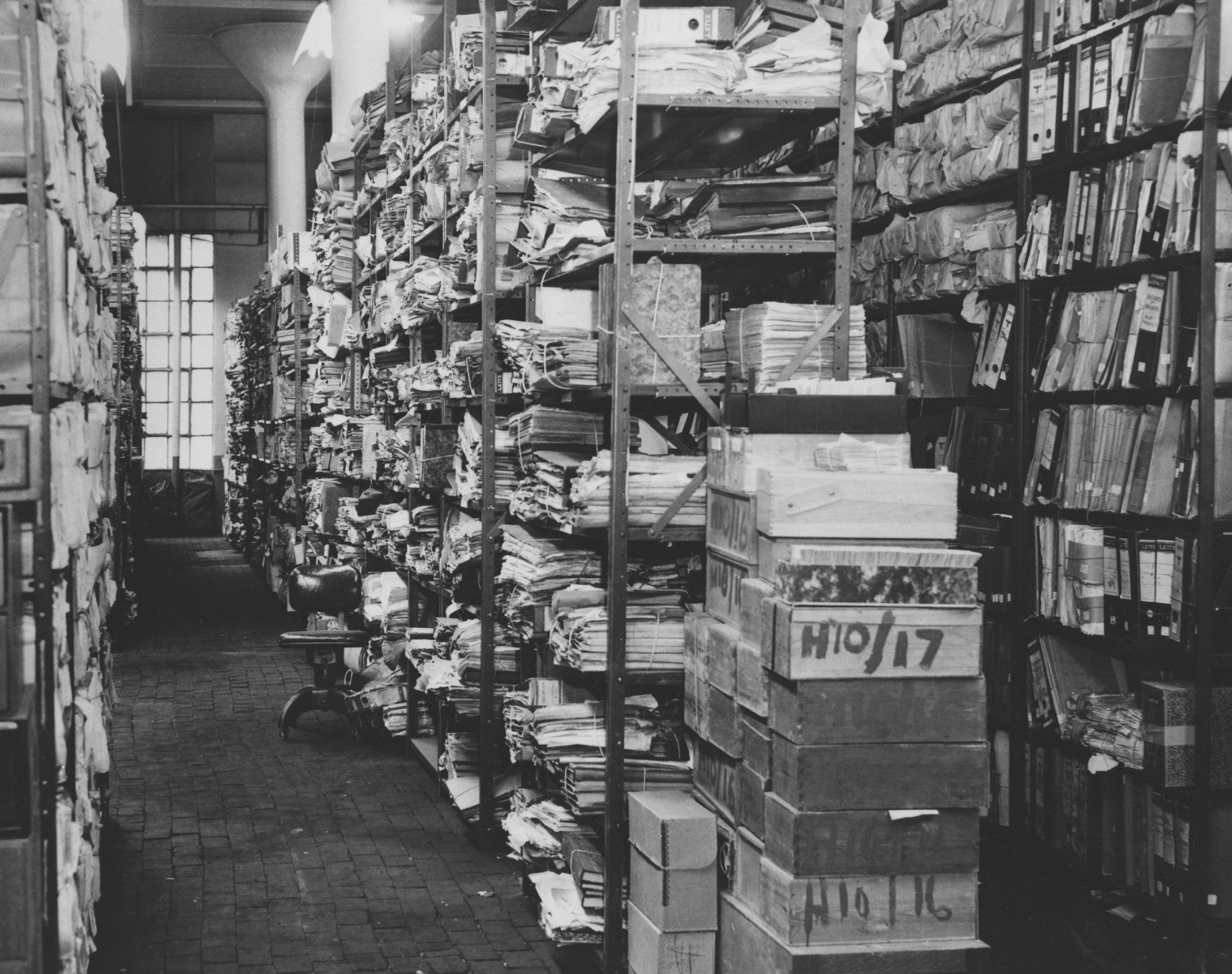
Photographie de la Section des Archives Départementales, Centre des Archives Militaires à Alexandria, Virginie - NARA.

Les informations non structurées ou données non structurées sont des données représentées ou stockées sans format prédéfini. Ces informations sont toujours destinées à des humains. Elles sont typiquement constituées de documents textes ou multimédias, mais peuvent également contenir des dates, des nombres et des faits. Cette absence de format entraîne des irrégularités et des ambiguïtés qui peuvent rendre difficile la compréhension des données, contrairement au cas des données stockées dans des tableurs ou des bases de données par exemple, qui sont des informations structurées.

## Un nouveau paradigme
Dans un livre blanc publié en octobre 2007, l'Association des Professionnels des Industries de la Langue (APIL), l'Aproged et le Cigref indiquent que les informations non structurées correspondent à un nouveau paradigme, tant sur le plan de l'évolution des techniques, que de l'évolution des structures de gouvernance et de l'évolution des rapports à l'information. Concernant ce dernier point, les informations non structurées 
correspondent à une tendance qui s'étend avec l'apparition de ce que l'on appelle le web 2.0, qui comprend un volet technique et un volet social (voire sociétal), le second étant prépondérant. Le volet social s'organise autour de la démocratisation du Net, par la prise en compte des communautés et des réseaux sociaux, et par la promotion de la contribution des internautes.

## Enjeux
Les enjeux pour l'entreprise sont :
- l'anticipation ;
- la maîtrise des coûts ;
- le respect de la conformité légale ;
- la continuité et la gestion des risques.

## Types d'applications qui gèrent des informations non structurées
Les traitements de texte, le web 2.0 (notamment les wikis), les systèmes de gestion des connaissances, les systèmes de gestion de contenu et les outils d'intelligence économique travaillent essentiellement avec des informations non structurées.